# Rainer Zaczyk
Rainer Zaczyk (* 27. April 1951 in Alzenau, Unterfranken; † 18. Juli 2024) war ein deutscher Rechtswissenschaftler und Hochschullehrer.

## Werdegang
Zaczyk bestand 1970 das Abitur. Im selben Jahr nahm er in Frankfurt am Main ein Studium der Rechtswissenschaften auf, das er 1975 mit dem Ersten Juristischen Staatsexamen abschloss. Drei Jahre später beendete er das Referendariat mit dem Zweiten Staatsexamen. Sodann wirkte er bis 1983 als wissenschaftlicher Angestellter am Lehrstuhl von E. A. Wolff in Frankfurt. 1980 schloss er seine Promotion ab.
Von 1983 bis 1984 war er Inhaber eines Habilitandenstipendium der DFG und war danach bis 1988 als Hochschulassistent tätig. In dieser Zeit habilitierte er 1987 und erhielt die Venia legendi für das Strafrecht, das Strafprozessrecht und die Rechtsphilosophie. Ab 1988 war er Professor in Heidelberg. 1993 übernahm er eine Professur in Strafrecht, Strafprozessrecht und Rechtsphilosophie an der Universität Trier. Dort war er in den Jahren 1996 bis 1997 auch Dekan der Juristischen Fakultät. Die Strafrechtswissenschaftlerinnen Bettina Noltenius und Katrin Gierhake sind seine Schülerinnen. Von 2002 bis zu seiner Emeritierung im Sommersemester 2019 war er Inhaber eines Lehrstuhls für Strafrecht und Rechtsphilosophie an der Rheinischen Friedrich-Wilhelms-Universität in Bonn.
Zaczyk war Kurator des Bonner Rechtsjournals und seit Juli 2010 Geschäftsführender Direktor des Rechtsphilosophischen Seminars sowie des Juristischen Seminars der Rechts- und Staatswissenschaftlichen Fakultät Bonn. Dies war er bis zu seiner Emeritierung.
Rainer Zaczyk starb am 18. Juli 2024 im Alter von 73 Jahren.